# Joudreville
Joudreville és un municipi francès situat al departament de Meurthe i Mosel·la i a la regió del Gran Est. L'any 2007 tenia 1.209 habitants.

## Demografia

### Població
El 2007 la població de fet de Joudreville era de 1.209 persones. Hi havia 463 famílies, de les quals 145 eren unipersonals (44 homes vivint sols i 101 dones vivint soles), 125 parelles sense fills, 157 parelles amb fills i 36 famílies monoparentals amb fills.
La població ha evolucionat segons el següent gràfic:
Habitants censats

### Habitatges
El 2007 hi havia 540 habitatges, 482 eren l'habitatge principal de la família, 9 eren segones residències i 49 estaven desocupats. 507 eren cases i 28 eren apartaments. Dels 482 habitatges principals, 334 estaven ocupats pels seus propietaris, 96 estaven llogats i ocupats pels llogaters i 52 estaven cedits a títol gratuït; 2 tenien una cambra, 16 en tenien dues, 88 en tenien tres, 175 en tenien quatre i 200 en tenien cinc o més. 240 habitatges disposaven pel capbaix d'una plaça de pàrquing. A 202 habitatges hi havia un automòbil i a 151 n'hi havia dos o més.

### Piràmide de població
La piràmide de població per edats i sexe el 2009 era:
| Homes | Edats   | Dones |
| ----- | ------- | ----- |
| 0     | 95 o +  | 4     |
| 0     | 90 a 94 | 4     |
| 0     | 85 a 89 | 16    |
| 12    | 80 a 84 | 8     |
| 32    | 75 a 79 | 48    |
| 36    | 70 a 74 | 68    |
| 36    | 65 a 69 | 60    |
| 28    | 60 a 64 | 40    |
| 20    | 55 a 59 | 24    |
| 20    | 50 a 54 | 16    |
| 56    | 45 a 49 | 32    |
| 28    | 40 a 44 | 28    |
| 32    | 35 a 39 | 32    |
| 28    | 30 a 34 | 24    |
| 44    | 25 a 29 | 36    |
| 8     | 20 a 24 | 40    |
| 36    | 15 a 19 | 24    |
| 32    | 10 a 14 | 12    |
| 12    | 5 a 9   | 20    |
| 28    | 0 a 4   | 16    |

## Economia
El 2007 la població en edat de treballar era de 640 persones, 440 eren actives i 200 eren inactives. De les 440 persones actives 369 estaven ocupades (222 homes i 147 dones) i 71 estaven aturades (27 homes i 44 dones). De les 200 persones inactives 34 estaven jubilades, 66 estaven estudiant i 100 estaven classificades com a «altres inactius».

### Ingressos
El 2009 a Joudreville hi havia 472 unitats fiscals que integraven 1.113 persones, la mediana anual d'ingressos fiscals per persona era de 13.929 €.

### Activitats econòmiques
Dels 10 establiments que hi havia el 2007, 1 era d'una empresa extractiva, 1 d'una empresa alimentària, 1 d'una empresa de construcció, 1 d'una empresa de comerç i reparació d'automòbils, 3 d'empreses d'hostatgeria i restauració, 2 d'empreses de serveis i 1 d'una entitat de l'administració pública.
Dels 2 establiments de servei als particulars que hi havia el 2009, 1 era un paleta i 1 restaurant.
L'únic establiment comercial que hi havia el 2009 era una fleca.

## Equipaments sanitaris i escolars
El 2009 hi havia 1 centre de salut i 1 farmàcia.
El 2009 hi havia 1 escola maternal i 1 escola elemental.

## Poblacions més properes
El següent diagrama mostra les poblacions més properes.